# Albert Botombula Tabu
 (mai 2021).
Botombula Tabu Albert, née le 1 mai 1964 à Kisangani, est un homme politique de la République Démocratique du Congo.
Élu député nationale de la circonscription d'Isanga le 19 décembre 2019,.